# Boomerang (Italia)
Boomerang es un canal de televisión por suscripción italiano lanzado en 2003, que emite principalmente dibujos animados, incluidas las series Hanna-Barbera y otras. Es la variante italiana del canal estadounidense y señal hermana de Cartoon Network y es propiedad de Warner Bros. Discovery EMEA. 

## Historia
El canal fue lanzado en SKY Italia el 31 de julio de 2003. Posee una señal timeshift, Boomerang +1 lanzada el 20 de diciembre de 2008.
El 2 de febrero de 2015 adoptó el logotipo unificado adoptado en la mayoría de las señales durante 2014.
La versión italiana fue lanzado en Svizzera en marzo de 2020 en UPC.

## Logotipos

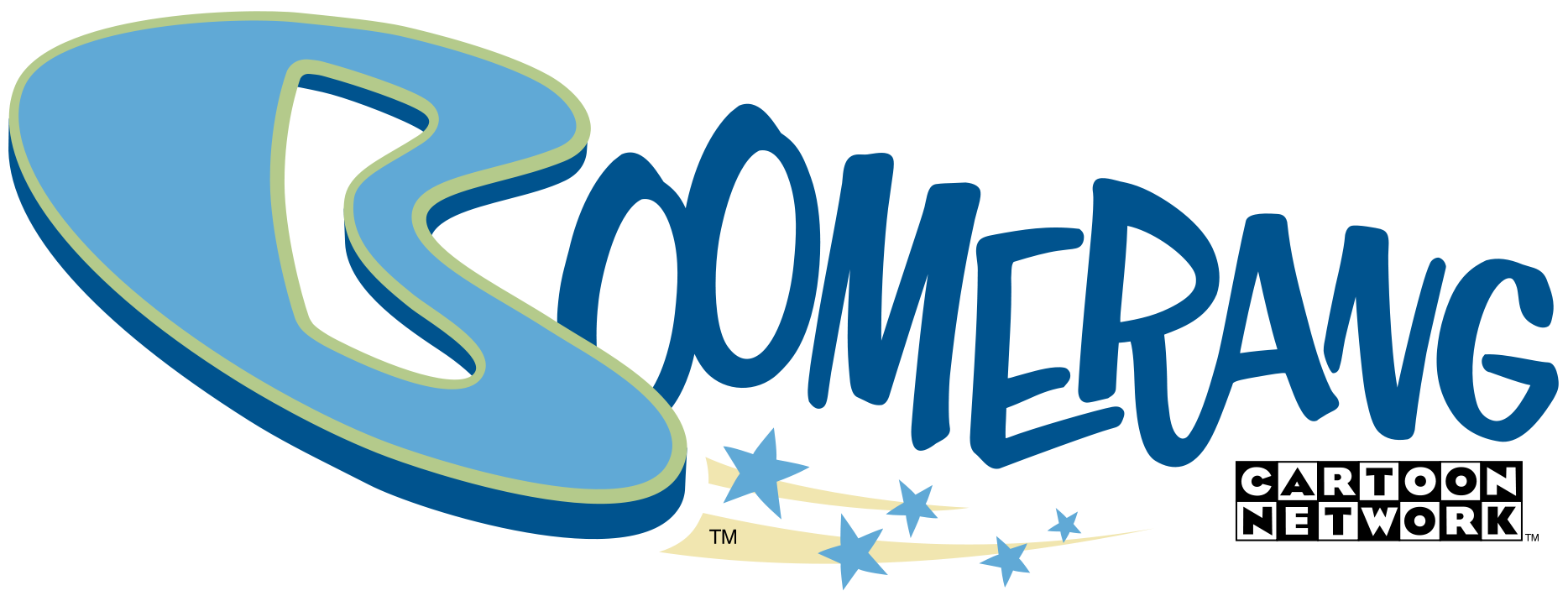
31 de julio de 2003 – 5 de abril de 2005
5 de abril del 2005 – 2 de febrero del 2015
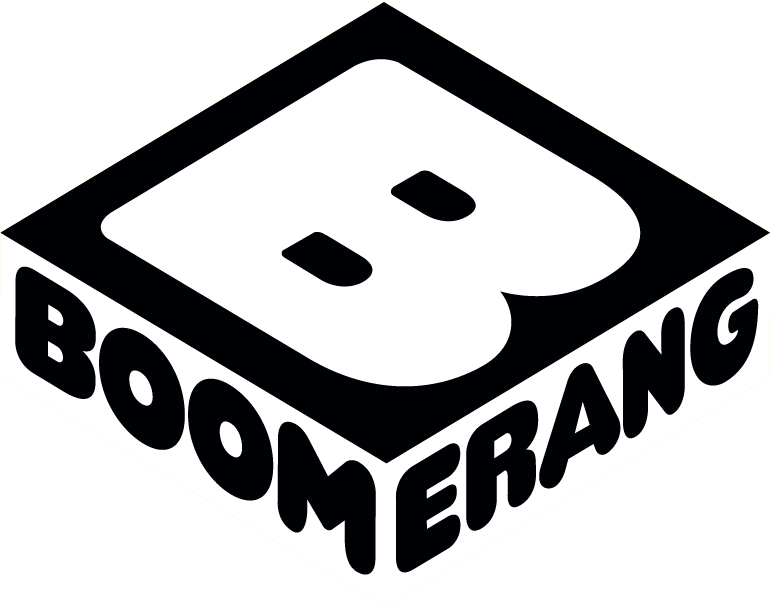
2 de febrero del 2015 – presente